# Atletica leggera ai Giochi olimpici intermedi - Salto in alto da fermo
Ai Giochi olimpici intermedi di Atene 11 atleti parteciparono alla gara di salto in alto da fermo. La prova si tenne il 1º maggio nello Stadio Panathinaiko. Non ci furono qualificazioni: si disputò direttamente la finale.

## Finale
La medaglia di bronzo non venne assegnata, per via dell'ex aequo di ben tre atleti in seconda posizione.
Lawson Robertson, la medaglia d'argento, è lo stesso atleta che è arrivato quinto nei 100 metri. Anche Sheridan è un eclettico, avendo vinto in precedenza l'oro nel lancio del disco e, nello stesso giorno di questa gara, il getto del peso.
| Pos     | Paese       | Atleta           | Anni | Misura |
| ------- | ----------- | ---------------- | ---- | ------ |
| Oro     | Stati Uniti | Ray Ewry         | 33   | 1,56 m |
| Argento | Belgio      | Léon Dupont      | 25   | 1,40 m |
| Argento | Stati Uniti | Lawson Robertson | 23   | 1,40 m |
| Argento | Stati Uniti | Martin Sheridan  | 25   | 1,40 m |